# Хамат
Ха́мат, Емаф (ивр. חמת‎; в Септуагинте — Ήμάθ, Έμάθ, Άίμάθ; в клинописных памятниках Amâtu и Chammâtu; др.-егип. Chmtu, Chamâti; в русской и славянской Библии — Емаф или Имаф) — древний город и государство в центральной части Сирии, в долине реки Оронт. Поселение здесь существовало с эпохи неолита (IV тыс. до н. э.).
Могущественное сиро-хеттское царство Хамат с центром в городе Хамат возникло к югу от Халеба после распада Хеттской империи в XII веке до н. э.
Арамейское по языку государство Хамат упомянуто в Библии. Согласно Библии, в начале X в. до н. э. хаматский царь Фой (Тои) находился в дружественных отношениях с Давидом, царём Израильского царства. Емаф упомянут в Библии: «Емаф не то же ли, что Арпад» (Ис. 10:9). Однажды в Библии назван «великий Хамат» (ивр. חמת רנה‎, Амос. 6:2).
Царь Соломон построил в области Емафа «города для запасов» (2Пар. 8:4), однако вскоре город отпал от Израиля. Царь Хамата Ирхулени вместе с Ахавом и Венададом участвовал в сражении против ассирийцев при Каркаре (853 год до н. э.). Иеровоам II возвратил Израилю Дамаск и Емаф — области, входившие ранее в состав царства Соломона.
С начала IX в. цари Хамата воевали против Ассирии. Расцвет Хамата как центра Южносирийского союза (наряду с Дамаском) приходится на конец IX в. до н. э. В 853 году до н. э. объединённые войска Хамата, Дамаска и двенадцати зависимых от них стран участвовали в сражении с войсками Салманасара III при Каркаре. Союзники понесли тяжёлые потери, но ассирийцы вынуждены были отступить. Около 810 года до н. э. к власти в Хамате пришёл Закир, основавший новую арамейскую династию и принявший пышный титул царя всех земель «Хатти, Амурру и Палашту». Закир во внешней политике ориентировался на Ассирию и около 804 года до н. э. помог ей подчинить Дамаск. В VIII в. до н. э. город был разгромлен Ассирией и в 720 году до н. э. Хамат превращен в её провинцию.
В эллинистическую эпоху город назывался Эпифания. Разрушен во время арабских завоеваний; восстановлен при Омейядах под названием Хама. В 1931—1938 гг. датской экспедицией здесь был раскопан большой некрополь железного века с трупосожжениями.

## Цари Хамата
- Парита[укр.]
- Ирхулени (ок. 860—840 гг. до н. э.), сын Париты
- Уратами[укр.], сын Ирхулени
- Заккур (Закир, ок. 810—775 гг. до н. э.)
- Эни-илу[укр.]
- Илубиди (до 720 г. до н. э.)